# AS Cannes Volley-Ball
O Association Sportive Cannes Volley-Ball, mais conhecido apenas como AS Cannes Volley-Ball, é um time de voleibol masculino da cidade de Cannes, França. Atualmente o clube compete na Ligue B, a segunda divisão do campeonato francês.

## Histórico
A AS Cannes Volley-Ball é um dos clubes mais tradicionais da história do voleibol masculino francês, possui o recorde  de 10 taças do campeão francês (1942, 1981, 1982, 1983, 1986, 1990, 1991, 1994, 1995, 2005) e sete conquistas da Copa da França (1980, 1981, 1985, 1993, 1995, 1998, 2007).
Foi o primeiro clube francês a conquistar uma copa europeia em esporte olímpico, venceu a competição em 1981 a Challenge Cup e a Taça CEV em 1999. Entre os jogadores franceses e estrangeiros de maior prestígio que vestiram a camisola vermelha e branca, podemos citar facilmente Robert Domergue, Georges Dufour, Olivier Rossard, Alain Fabiani, Bernard Cohen, Laurent Tillie, entre os estrangeiros podemos citar Wanderson Campos, Leozão, Vladimir Alekno, Eduardo Martínez e outros.
Na temporada 2020–21 a equipe de Cannes conquistou o título do campeonato francês da temporada sobre o Chaumont Volley-Ball 52, se igualando ao Racing Club de France, com 10 títulos nacionais. Com a conquista do decacampeonato, o AS Cannes garantiu acesso à Supercopa Francesa de 2021, onde foi superado pelo vice-campeão da temporada Chaumont Volley-Ball 52, por 3–0.

## Títulos

### Continentais
Taça CEV
- Campeão: 1998–99

 Taça Challenge
- Campeão: 1980–81

### Nacionais
Campeonato Francês
- Campeão: 1980–81, 1981–82, 1982–83, 1985–86, 1989–90, 1990–91, 1993–94, 1994–95, 2004–05, 2020–21
- Vice-campeão: 1995–96, 1996–97, 1997–98, 2003–04

 Copa da França
- Campeão: 1984–85, 1992–93, 1994–95, 1997–98, 2006–07
- Vice-campeão: 1995–96, 2005–06

 Supercopa Francesa
- Vice-campeão: 2005, 2021

 Campeonato Francês - Ligue B
- Campeão: 2017–18